# Julien Duvivier
Julien Duvivier (* 8. Oktober 1896 in Lille; † 29. Oktober 1967 in Paris) war ein französischer Autor, Regisseur und Filmschaffender. Die IMDb listet ihn als verantwortlichen Autor beziehungsweise Regisseur für 67 Werke. Neben weiteren filmischen Tätigkeiten war er bei acht Filmen auch als Produzent verantwortlich.

## Leben
Duviviers Schulausbildung begann am Collège des Jésuites in Lille, später wechselte er nach Paris. Gemeinsam mit einem Schulfreund besuchte er dort 1916 das Théâtre Odéon. Da in Kriegszeiten an den meisten Theatern Besetzungsnot herrschte, gab man dem unerfahrenen jungen Mann eine Chance. Sein Manko war, dass er sich Texte nur schlecht merken konnte. Als das während einer Aufführung offenbar wurde, bei der Duvivier einen völligen Blackout hatte, riet ihm ein Freund, sich lieber auf das Geschehen zu verlagern, das keine Bühnenpräsenz erforderte.
So kam es, dass Duvivier sich auf die Regie verlegte und als Regisseur am Theater begann. Da er auch als Autor tätig war, stieß er bald darauf zum Film und schrieb Drehbücher und inszenierte Stummfilme. Er wurde in den dreißiger Jahren einer der Hauptvertreter des Poetischen Realismus. Er fand im Gegensatz zu anderen Regisseuren, die Stummfilme bevorzugten, Tonfilme ansprechender, da sie die Möglichkeit für ihn erweiterten, dramatische Werke ausdrucksvoller darzustellen. Duvivier produzierte Filme über religiöse Themen, drehte Komödien und auch Krimis. In Paris war Herbert E. Meyer sein Mitregisseur. Duvivier war einer der routiniertesten Regisseure des französischen Films, bei dem Spitzenleistungen, wie in seinem 1937 erschienenen Filmdrama Pépé le Moko – Im Dunkel von Algier neben gekonnter Unterhaltung, wie in den ersten beiden Don-Camillo-und-Peppone-Filmen mit Fernandel und Gino Cervi (1952, 1953), und durchschnittlichem Gebrauchskino standen. In Zusammenarbeit mit Jean Anouilh schrieb er das Drehbuch zu der 1948 erschienenen gleichnamigen Literaturverfilmung von Tolstois Roman Anna Karenina mit Vivien Leigh in der Hauptrolle. Der dramatische Thriller Der Engel, der ein Teufel war mit Jean Gabin und Danièle Delorme kam 1956 in die Kinos, auch hier führte Duvivier Regie und schrieb die Geschichte. Sein letzter Film, der Kriminalthriller Mit teuflischen Grüßen mit Alain Delon und Senta Berger kam erst nach seinem Tod im Dezember 1967 in die Kinos.
Zu den Bewunderern Duviviers gehörten Jean Renoir und Ingmar Bergman.
Ende Oktober 1967 erlitt Duvivier in seinem Auto einen Herzinfarkt, wodurch es zu einem Verkehrsunfall kam, bei dem der 71-Jährige den Tod fand. Er hinterließ seinen Sohn Christian, seine Frau Olga war schon lange vor ihm verstorben.
Julien Duvivier war 1959 Mitglied der Jury der Internationalen Filmfestspiele von Cannes.

## Filmografie (Auswahl)
- 1919: Haceldama ou le Prix du sang
- 1920: La Réincarnation de Serge Renaudier
- 1922: Les Roquevillard
- 1922: Der unheimliche Gast (L’Ouragan sur la montagne)
- 1923: Le Reflet de Claude Mercœur
- 1924: La Machine à refaire la vie
- 1924: Credo ou la Tragédie de Lourdes
- 1924: L’Œuvre immortelle
- 1924: Cœurs farouches
- 1925: Poil de carotte
- 1925: Der Goldfisch (L’Abbé Constantin)
- 1926: Der Mann mit den 100 PS (L’Homme à l’hispano)
- 1927: Le Mystère de la tour Eiffel
- 1927: Le Mariage de Mademoiselle Beulemans
- 1927: L’Agonie de Jérusalem
- 1928: Im Taumel von Paris (Le Tourbillon de Paris)
- 1929: La Vie miraculeuse de Thérèse Martin
- 1929: Irene Rysbergues große Liebe (Maman Colibri)
- 1929: Die Insel der Verschollenen (La Divine croisière)
- 1930: David Golder
- 1930: Das Fräulein vom Kleiderlager (Au bonheur des Dames)
- 1931: Die fünf verfluchten Gentlemen
- 1932: Hallo Hallo! Hier spricht Berlin! (Allo Berlin? Ici Paris!)
- 1932: La Vénus du collège
- 1932: Karottenkopf (Poil de carotte)
- 1933: Maigret – Um eines Mannes Kopf (La Tête d’un homme)
- 1933: Der kleine König (Le petit roi)
- 1933: La Machine à refaire la vie
- 1934: Le Paquebot Tenacity
- 1934: Menschen im Norden (Maria Chapdelaine)
- 1935: Das Kreuz von Golgatha (Golgotha)
- 1935: Die Liebesgasse von Marokko (La Bandéra)
- 1936: Le Golem
- 1936: Zünftige Bande (La belle équipe)
- 1937: Der Mann des Tages (L’Homme du jour)
- 1937: Pépé le Moko – Im Dunkel von Algier (Pépé le Moko)
- 1937: Spiel der Erinnerung (Un carnet de bal)
- 1938: Der große Walzer (The Great Waltz)
- 1939: Lebensabend (La Fin du jour)
- 1939: La Charrette fantôme
- 1941: Ein Frauenherz vergißt nie (Lydia)
- 1942: Sechs Schicksale (Tales of Manhattan)
- 1943: Das zweite Gesicht (Flesh and Fantasy)
- 1943: Untel père et fils
- 1944: The Impostor
- 1946: Panik (Panique)
- 1947: Anna Karenina
- 1949: Eine Heilige unter Sünderinnen (Au royaume des cieux)
- 1950: Der schwarze Jack (Black Jack)
- 1951: Unter dem Himmel von Paris (Sous le ciel de Paris)
- 1952: Auf den Straßen von Paris (La Fête à Henriette)
- 1952: Don Camillo und Peppone (Le Petit Monde de don Camillo)
- 1953: Don Camillos Rückkehr (Le Retour de don Camillo)
- 1954: Der Fall Maurizius (L’Affaire Maurizius)
- 1955: Marianne (deutsche Version)
- 1955: Marianne de ma jeunesse (französische Version)
- 1956: Der Engel, der ein Teufel war (Voici le temps des assassins)
- 1956: Der Mann im Regenmantel (L’Homme à l’imperméable)
- 1957: Immer wenn das Licht ausgeht (Pot-Bouille)
- 1958: Ein Weib wie der Satan (La Femme et le Pantin)
- 1958: Marie-Octobre
- 1960: Das kunstseidene Mädchen
- 1960: Lichter von Paris (Boulevard)
- 1962: Das brennende Gericht (La Chambre ardente)
- 1962: Der Teufel und die Zehn Gebote (Le Diable et les Dix Commandements)
- 1963: Rasthaus des Teufels (Chair de poule)
- 1967: Mit teuflischen Grüßen (Diaboliquement vôtre)